# Fauces de la noche
Fauces de la noche (título original en inglés  Night Teeth) es una película de suspenso de vampiros estadounidense de 2021 dirigida por Adam Randall a partir de un guion de Brent Dillon. La película está protagonizada por Jorge Lendeborg Jr., Debby Ryan, Lucy Fry, Raúl Castillo, Sydney Sweeney, Megan Fox y Alfie Allen.
Night Teeth fue lanzado el 20 de octubre de 2021 por Netflix. La película recibió críticas mixtas de los críticos.

## Argumento
La película se inicia con la afirmación de que los vampiros han coexistido pacíficamente con los humanos durante siglos, alimentándose sólo bajo su consentimiento.
Benny, un chófer independiente que conduce en lugar de su hermano Jay, es contratado por sus amigas Blaire y Zoe para que los lleve a varios clubes nocturnos populares de Los Ángeles. Ambas chicas, sin que él lo sepa, son vampiros.
También desconoce Benny que su hermano Jay forma secretamente parte del consejo humano encargado de mantener la paz entre vampiros y humanos.
Víctor, un rico señor vampiro aburrido y descontento con su vida, planea subvertir el sistema secuestrando a la novia de Jay, rompiendo la tregua con Boyle Heights; mientras Jay y sus aliados comienzan a cazar a todos los vampiros en Los Ángeles, Víctor ejecuta un plan para acabar con sus compañeros señores y tomar el poder para sí mismo, mientras encarga a Blaire y Zoe crear todo el caos posible en la ciudad para distraer a los cazadores de vampiros y pacificadores.
Cuando Benny deja a las chicas en un hotel, descubre que el local es en realidad un lugar de alimentación para los vampiros y se percata del uso que Blaire y Zoe dan al lugar. Las chicas amenazan su vida, pero lo perdonan para poder llegar hasta Jay. Durante una visita a uno de sus objetivos, las chicas quedan atrapadas por cazadores de vampiros, pero Benny decide ayudarlas a escapar y les deja esconderse en su casa. Benny luego se entera de que Víctor tiene a su hermano, quien perdió ante el vampiro en un combate cuerpo a cuerpo mientras intentaba matarlo.
Benny deja a las chicas en el último lugar de su lista y descubre que la casa pertenece a Víctor. Blaire lo insta a irse, pero Benny se niega a abandonar a su hermano. Dentro de la casa, Benny encuentra a varios prisioneros humanos que el señor mantiene como «bolsas de sangre» para alimentarse, incluido Jay, pero Víctor  lo captura mientras intenta liberarlo. Víctor  y Zoe luego amenazan con matarlo, lo que lleva a Blaire a volverse contra Víctor  y Zoe, después de darse cuenta de que siente algo por Benny. En la lucha que sigue, Zoe apuñala a Blaire y, en represalia, Benny activa remotamente el auto de su hermano, rompiendo una ventana y exponiendo la luz del sol, la cual mata a Zoe. Luego, Víctor  ataca a Benny usando a Jay como cebo y logra morder a Benny antes de que Jay lo arroje a la luz del sol y lo mate. Benny pronto se transforma en vampiro y los hermanos toman caminos separados después de que Jay decide comenzar a entrenar como cazador de vampiros profesional y le dice a Benny que espera que luche a su lado cuando la ciudad se sume en el caos. Más tarde esa noche, Benny se encuentra con Blaire para salir por la noche.

## Reparto
- Jorge Lendeborg Jr. como Benny Pérez.
- Debby Ryan como Blaire.
- Lucy Fry como Zoe.
- Raúl Castillo como Jay Pérez.
- Alfie Allen como Víctor.
- Alexander Ludwig como Rocko.
- Sydney Sweeney como Eva.
- Megan Fox como Grace.
- Marlene Forte como Abuela.
- Ash Santos como María.
- Bryan Batt como Gio.
- Dane Rhodes como el Oficial Anderson.

## Producción
En agosto de 2019, se anunció que Adam Randall dirigiría la película a partir de un guion de Brent Dillon, con la distribución de Netflix. En febrero de 2020, Jorge Lendeborg Jr., Debby Ryan, Lucy Fry, Alfie Allen y Raúl Castillo se unieron al elenco de la película. En julio de 2020, Alexander Ludwig, Bryan Batt y Marlene Forte se unieron al elenco de la película.

### Rodaje
La fotografía principal comenzó en febrero de 2020 en Nueva Orleans y Los Ángeles. Más tarde ese año, la producción se detuvo debido a la pandemia de COVID-19.

## Recepción
En el sitio web de agregador de reseñas Rotten Tomatoes, la película tiene un índice de aprobación del 38% según 50 reseñas, con una calificación promedio de 5,4/10. El consenso de los críticos del sitio web dice: «Night Teeth tiene un elenco sólido y algunas ideas interesantes, pero todas están perdidas en una historia de vampiros generalmente predecible y contada con indiferencia». Metacritic le dio a la película una puntuación promedio ponderada de 44 sobre 100 basada en nueve críticas, lo que indica «críticas mixtas o promedio».
Meagan Navarro, que escribe para la revista de terror Bloody Disgusting, le dio a la película dos de cinco estrellas y dijo de la secuencia inicial que «en realidad nunca llega a nada y sienta el precedente para la anémica construcción del mundo de la película», agregó que «lo que a Night Teeth le falta en sustancia lo compensa con estilo», y concluyó escribiendo que «a pesar de un protagonista agradable y una narrativa en constante movimiento, a Night Teeth le falta mordiente» y la etiquetó como «predecible».